# Michael Schwan
Michael Schwan (født 5. november 1939 i Konstanz) er en tysk tidligere roer.
Schwan roede først toer uden styrmand sammen med Wolfgang Hottenrott, og de blev vesttyske mestre og vandt EM-sølv i 1964. Ved OL 1964 i Tokyo stillede de op for det fællestyske hold og vandt først deres indledende heat. I finalen var canadierne hurtigst og vandt foran de nederlandske europamestre, mens Hottenrott og Schwan et stykke efter de to første vandt en sikker bronzemedalje.
Året efter vandt de igen det vesttyske mesterskab i toer uden styrmand og var med til at vinde i firer med styrmand. Schwan skiftede derpå til otteren og var i 1966 med til at blive verdensmester i denne båd, hvilket indbragte ham og resten af besætningen Silberne Lorbeerblatt, Vesttysklands højeste sportsudmærkelse, i 1967.
Han blev senere mangeårig præsident for sin klub, Karlsruher RK Alemannia.

## OL-medaljer
- 1964:  Bronze i toer uden styrmand